# Virginia McKenna
Virginia Anne McKenna, OIB (Marylebone, Londres, 7 de juny de 1931), és una actriu, autora i defensora de la vida salvatge anglesa. És coneguda sobretot per les pel·lícules A Town Like Alice (1956), Carve Her Name with Pride (1958), Nascuda lliure (1966) i Ring of Bright Water (1969), així com pel seu treball a la Born Free Foundation.

## Joventut
McKenna va néixer a Marylebone en una família teatral i es va formar a Heron's Ghyll School, un antic internat independent a prop del poble mercat de Horsham, a Sussex. Va passar sis anys a Sud-àfrica abans de tornar a l'escola als catorze anys, després dels quals va assistir a la Central School of Speech and Drama, que llavors tenia seu al Royal Albert Hall, Londres.

## Carrera
Amb 19 anys, McKenna va passar sis mesos al Dundee Repertory Theatre. Va treballar a l'escenari del West End de Londres i va debutar a Penny for a Song. Cridà l'atenció a la televisió amb la seva aparició a Winter's Tale amb John Gielgud i Shout Aloud Salvation.
La primera pel·lícula de McKenna va ser The Second Mrs Tanqueray (1952), seguida d'una comèdia, Father's Doing Fine (1952). Va tenir un petit paper a la popular pel·lícula de guerra The Cruel Sea (1953) i un millor paper a la comèdia de baix pressupost The Oracle (1953). Va rebre excel·lents crítiques per la seva representació escènica a The River Line.
Del 1954 al 1955 va formar part de la companyia de teatre Old Vic, apareixent a Enric IV i Ricard II, i es va casar durant uns mesos el 1954 amb l'actor Denholm Elliott, a qui va conèixer al plató de The Cruel Sea. El 1957 es va casar amb l'actor Bill Travers, amb qui va tenir quatre fills i amb qui va romandre casada fins a la seva mort el 1994.
McKenna va tornar al cinema amb Simba (1955), un drama sobre el Mau Mau, interpretant l'objecte de desig de Dirk Bogarde. Rank la va signar amb un contracte a llarg termini i el director Brian Desmond Hurst va dir que "té un futur fantàstic, que es maneja adequadament. Té totes les qualitats d'un jove Bergman i d'una jove Katharine Hepburn. McKenna també va estar a The Ship that Died of Shame (1955).

### Estrellat
McKenna va rebre el paper principal del drama de guerra A Town Like Alice (1956), al costat de Peter Finch. La pel·lícula va tenir un gran èxit a taquilla i McKenna va guanyar el premi BAFTA a la millor actriu per la seva interpretació. Els expositors la van votar com la quarta estrella britànica més popular.
Travers i McKenna van rebre una oferta per anar a Hollywood per aparèixer a The Barretts of Wimpole Street (1957). Travers va interpretar a Robert Browning i McKenna va comptar amb el suport de la germana d'Elizabeth Barrett Browning. La pel·lícula va fallar a la taquilla. El mateix any, Travers i McKenna, juntament amb Margaret Rutherford i Peter Sellers, van coprotagonitzar la comèdia The Smallest Show on Earth, feta a la Gran Bretanya.
McKenna va tenir un altre èxit amb Carve Her Name with Pride (1958), interpretant a l'agent del Special Operations Execuive (SOE) Violette Szabo a la Segona Guerra Mundial. Va ser nominada a un altre premi BAFTA i va ser elegida la cinquena estrella britànica més popular del 1958 (i la novena més popular independentment de la nacionalitat).
Ella i Travers es van reunir en la interpretació a Passionate Summer (1959), i després va tenir un paper de suport a Misteri en el vaixell perdut (1959) de MGM. McKenna i Travers també van estar presents a Two Living, One Dead (1961), rodada a Suècia. També va fer una adaptació de A Passage to India de la BBC el 1965.

### Nascuda lliure
El seu paper com a Joy Adamson el 1966 a la pel·lícula de la vida real Nascuda lliure per la qual va rebre una nominació als Globus d'Or va ser un punt i a part en la seva carrera i vida amb una interpretació recordada per tots els públics. No només va ser un gran èxit a taquilla, sinó una experiència que va canviar la vida per a ella i per al seu marit Bill Travers, que va interpretar al guardaboscs conservacionista George Adamson. L'experiència els va portar a dedicar les seves vides a tenir un paper actiu vers els drets dels animals salvatges i de la protecció del seu hàbitat natural.
McKenna i Travers van protagonitzar una altra història de temàtica animalista, Ring of Bright Water (1969), però no va aconseguir l'èxit de Born Free .
McKenna tambe va aparèixer a An Elephant Called Slowly. La pel·lícula comptava amb el seu amic íntim conservacionista George Adamson i els elefants Eleanor (educada per la conservacionista Daphne Sheldrick) i el jove Pole Pole. La mort prematurea de Pole Pole al Zoo de Londres va portar a McKenna i al seu marit a establir Zoo Check el 1984 amb el seu fill gran Will Travers. El Zoo Check va canviar el nom per Born Free Foundation el 1991. El 1984 McKenna va participar en una protesta contra les males condicions del zoo de Southampton, el qual va ser tancat un any després.

### Carrera posterior
McKenna va actuar ocasionalment en pel·lícules, especialment Waterloo (1970), Swallows and Amazons (1974), The Gathering Storm (1974) i Beauty and the Beast (1976).
Als escenaris, el 1979 va guanyar el premi Launrce Olivier a la millor actriu en un musical britànic per la seva actuació al costat de Yul Brynner a The King and I. Al llarg dels anys va aparèixer en més pel·lícules, però també va ser molt activa amb papers televisius i fent aparicions ocasionals als escenaris.
McKenna també va ser responsable d'ajudar a crear i moblar el museu Gavin Maxwell a Eilean Bàn, l'última llar de Maxwell, autor i naturalista, famosa pel seu llibre Ring of Bright Water. McKenna i el seu marit Bill Travers van protagonitzar l'adaptació cinematogràfica del llibre del 1969.
Encara participa activament a Born Free Foundation com a administradora.

## Altres interessos
McKenna va ser nomenat Oficial de l'Ordre de l'Imperi Britànic (OBE) en el Cap d'Any de 2004 per serveis a la vida salvatge i a les arts. La seva autobiografia, The Life in My Years, va ser publicada per Oberon Books el març del 2009.
El 1975 va publicar un àlbum de dotze cançons anomenat Two Faces of Love, que incloïa dues composicions pròpies i una versió cantada del poema " The Life That I Have " de la pel·lícula Carve Her Name with Pride. El disc es va publicar al segell Gold Star amb dos dibuixos lineals de McKenna per part de la seva cunyada Linden Travers, però van ser substituïts per una fotografia quan l'àlbum es va reeditar al segell Rim el 1979.
El seu treball d'audiollibre inclou The Secret Garden de Frances Hodgson Burnett, i la narració de The Lonely Doll de Dare Wright
Es també directora de Cinnamon Trust, una organització benèfica nacional que ajuda les persones grans a mantenir les seves mascotes.

## Família
McKenna i Travers van tenir quatre fills, un dels quals és Will Travers. És l'àvia de l'actriu Lily Travers.

## Filmografia
| Any  | Pel·lícula                     | Paper                | Notes                                              |
| ---- | ------------------------------ | -------------------- | -------------------------------------------------- |
| 1952 | Father's Doing Fine            | Catherine            |                                                    |
| 1952 | The Second Mrs. Tanqueray      | Ellean Tanqueray     |                                                    |
| 1953 | The Cruel Sea                  | Julie Hallam         |                                                    |
| 1953 | The Oracle                     | Shelagh              |                                                    |
| 1955 | Simba                          | Mary Crawford        |                                                    |
| 1955 | The Ship That Died of Shame    | Helen Randall        |                                                    |
| 1956 | A Town Like Alice              | Jean Paget           | BAFTA a la millor actriu                           |
| 1957 | The Barretts of Wimpole Street | Henrietta Barrett    |                                                    |
| 1957 | The Smallest Show on Earth     | Jean Spenser         |                                                    |
| 1958 | Carve Her Name with Pride      | Violette Szabo       | Nominada – BAFTA a la millor actriu                |
| 1958 | Passionate Summer              | Judy Waring          | aka Storm Over Jamaica                             |
| 1959 | The Wreck of the Mary Deare    | Janet Taggart        |                                                    |
| 1961 | Two Living, One Dead           | Helen Berger         |                                                    |
| 1965 | A Passage to India             | Adela Quested        | (TV)                                               |
| 1966 | Nascuda lliure                 | Joy Adamson          | Nominada – Globus d'Or a la millor actri dramàtica |
| 1969 | Ring of Bright Water           | Mary MacKenzie       |                                                    |
| 1969 | An Elephant Called Slowly      | Ginny                |                                                    |
| 1970 | Waterloo                       | Duchess of Richmond  |                                                    |
| 1974 | Swallows and Amazons           | Mother               |                                                    |
| 1974 | The Gathering Storm            | Clemmie Churchill    | (TV)                                               |
| 1975 | Beauty and the Beast           | Lucy                 | (TV)                                               |
| 1977 | Holocaust 2000                 | Eva Caine            |                                                    |
| 1977 | The Disappearance              | Catherine            |                                                    |
| 1979 | Julius Caesar                  | Portia               | (BBC Television Shakespeare)                       |
| 1982 | Blood Link                     | Woman in Ballroom    |                                                    |
| 1992 | The Camomile Lawn              | Older Polly          | (TV miniseries)                                    |
| 1994 | Staggered                      | Flora                |                                                    |
| 1996 | September                      | Violet               | (TV)                                               |
| 1998 | Sliding Doors                  | James's Mother       |                                                    |
| 2005 | A Murder is Announced          | Belle Goedler        |                                                    |
| 2010 | Love/Loss                      | Mary                 |                                                    |
| 2012 | Leona Calderon                 | Elderly British Lady |                                                    |
| 2016 | Golden Years                   | Martha Goode         |                                                    |
| 2016 | Ethel &amp; Ernest             | Lady of the House    | (veu)                                              |
| 2019 | Widow's Walk                   | Myrtle               |                                                    |

## Pel·lícules de no ficció
- The Lions are Free és la continuació real de Born Free. Aquesta pel·lícula explica el que va passar amb els lleons de la pel·lícula Born Free. Bill Travers, que havia protagonitzat amb McKenna, va escriure, produir i dirigir la pel·lícula, juntament amb James Hill, el director de Born Free. Travers i Hill van anar a una zona remota de Kenya per visitar-lo amb el reconegut conservacionista George Adamson. La pel·lícula té escenes de George i Bill interactuant amb lleons que viuen lliures.
- Christian: The Lion at World's End és un documental (amb una seqüència de recreació al començament) sobre el viatge del famós lleó des d'una botiga de Londres fins a la reserva de George Adamson a Kenya. Virginia McKenna i el seu marit, Bill Travers, van tenir una oportunitat de reunir-se amb Christian i els seus propietaris Ace Bourke i John Rendall. A través de la connexió de McKenna i Travers amb George Adamson, el lleó va ser portat amb èxit a Àfrica i va ensenyar a defensar-se per si mateix.

## Discografia
- Two Faces of Love LP, Gold Star 15-030, 1975. Reissued as Rim RIM 5001, 1979.
- The Love That I Have (Violette)/Homage to Renoir 45 rpm single, Sovereign SOV 125, 1974.
- The Love That I Have/Send in the Clowns 45 rpm single, RIM 002, 1979.